# Waldeck-Frankenberg
Waldeck-Frankenberg je okrug u njemačkoj pokrajini Hessen. Po popisu iz 2008.164.630 stanovnika živi u okrugu površine 1.848,58 km².

## Gradovi i općine u okrugu
| Gradovi | Općine |
| --- | --- |
| 1. Bad Arolsen 2. Bad Wildungen 3. Battenberg (Eder) 4. Diemelstadt 5. Frankenau 6. Frankenberg (Eder) 7. Gemünden (Wohra) 8. Hatzfeld (Eder) 9. Korbach 10. Lichtenfels 11. Rosenthal 12. Volkmarsen 13. Waldeck | 1. Allendorf (Eder) 2. Bromskirchen 3. Burgwald 4. Diemelsee 5. Edertal 6. Haina (Kloster) 7. Twistetal 8. Vöhl 9. Willingen (Upland) |

## Vanjske poveznice
- Službena stranica (njem.)